# Павловка (Муромцевский район)
Павловка — деревня в Муромцевском районе Омской области России. Входит в состав Муромцевского городского поселения.

## История
Основана в 1905 г. В 1928 году состояла из 54 хозяйств, основное население — русские. Центр Павловского сельсовета Муромцевского района Тарского округа Сибирского края.

## Население
| 1926 | 2010 |
| ---- | ---- |
| 296  | ↘195 |